# Tricimba lutea
Tricimba lutea är en tvåvingeart som beskrevs av Ismay 1993. Tricimba lutea ingår i släktet Tricimba och familjen fritflugor. Inga underarter finns listade i Catalogue of Life.